# Unité urbaine de Soussans
L'unité urbaine de Soussans est une unité urbaine française centrée sur la ville de Soussans  département de la Gironde.

## Données globales
En 2010, selon l'Insee, l'unité urbaine de Soussans était composée de trois communes, toutes situées dans l'arrondissement de Lesparre-Médoc, subdivision administrative du département de la Gironde jusqu'à la fusion de deux d'entre elles en 2017, réduisant leur nombre à deux.
L'unité urbaine de Soussans représente un pôle urbain de l'aire urbaine de Bordeaux.

## Délimitation de l'unité urbaine de 2010
Liste des communes appartenant à l'unité urbaine de Soussans selon la nouvelle délimitation de 2010 et sa population municipale.
| Nom              | Code Insee | Statut           | Superficie (km2) | Population (dernière pop. légale) | Densité (hab./km2) |
| ---------------- | ---------- | ---------------- | ---------------- | --------------------------------- | ------------------ |
| Margaux-Cantenac | 33268      | commune nouvelle | 21,62            | 2 844 (2022)                      | 132                |
| Soussans         | 33517      |                  | 13,55            | 1 710 (2022)                      | 126                |

## Évolution démographique
L'évolution démographique ci-dessous concerne l'unité urbaine de Soussans délimitée selon le périmètre de 2010.
| 2014  | 2015  | 2016  | 2018  | 2021  | 2022  | - | - | - |
| ----- | ----- | ----- | ----- | ----- | ----- | - | - | - |
| 4 489 | 4 533 | 4 577 | 4 563 | 4 523 | 4 554 | - | - | - |

### Articles externes
- L'unité urbaine de Soussans sur le splaf Gironde
- Composition communale de l'unité urbaine de Soussans selon le nouveau zonage de 2010